# 미국 대통령 선거 알래스카주
이 문서는 미국 대통령 선거 알래스카주 지역 데이터이다. 알래스카주는 1959년 1월 3일에 49번째로 미국 연방에 가입했으며, 1960년 미국 제44회 대통령 선거부터 지금까지 대통령 선거에 참여했다.

## 데이터
| 회수 | 실시 연도 | 선거인단 수 | 1위                   | 1위       | 1위     | 1위    | 2위                  | 2위       | 2위     | 2위    | 3위             | 3위         | 3위     | 3위    | 4위              | 4위         | 4위     | 4위    | 1위 당선 여부 | 비고 |
| 회수 | 실시 연도 | 선거인단 수 | 후보자 성명           | 소속 정당 | 득표 수 | 득표율 | 후보자 성명          | 소속 정당 | 득표 수 | 득표율 | 후보자 성명     | 소속 정당   | 득표 수 | 득표율 | 후보자 성명      | 소속 정당   | 득표 수 | 득표율 | 1위 당선 여부 | 비고 |
| ---- | --------- | ----------- | --------------------- | --------- | ------- | ------ | -------------------- | --------- | ------- | ------ | --------------- | ----------- | ------- | ------ | ---------------- | ----------- | ------- | ------ | ------------- | ---- |
| 44   | 1960년    | 3           | 리처드 닉슨           | 공화당    | 30,953  | 50.94% | 존 피츠제럴드 케네디 | 민주당    | 29,809  | 49.06% | ?               | ?           | ?       | ?      | ?                | ?           | ?       | ?      | 낙선          |      |
| 45   | 1964년    | 3           | 린든 베인즈 존슨      | 민주당    | 44,329  | 65.91% | 배리 골드워터        | 공화당    | 22,930  | 34.09% | ?               | ?           | ?       | ?      | ?                | ?           | ?       | ?      | 당선          |      |
| 46   | 1968년    | 3           | 리처드 닉슨           | 공화당    | 37,600  | 45.28% | 휴버트 험프리        | 민주당    | 35,411  | 42.65% | 조지 월리스     | 미국 독립당 | 10,024  | 12.07% | ?                | ?           | ?       | ?      | 당선          |      |
| 47   | 1972년    | 3           | 리처드 닉슨           | 공화당    | 55,349  | 58.10% | 조지 맥거번          | 민주당    | 32,967  | 34.61% | 존 조지 슈미츠  | 미국 독립당 | 6,903   | 7.25%  | ?                | ?           | ?       | ?      | 당선          |      |
| 48   | 1976년    | 3           | 제럴드 포드           | 공화당    | 71,555  | 57.90% | 지미 카터            | 민주당    | 44,058  | 35.65% | 로저 맥브라이드 | 자유당      | 6,785   | 5.49%  | ?                | ?           | ?       | ?      | 낙선          |      |
| 49   | 1980년    | 3           | 로널드 레이건         | 공화당    | 86,112  | 54.35% | 지미 카터            | 민주당    | 41,842  | 26.41% | 에드 클라크     | 자유당      | 18,479  | 11.66% | 존 버야드 앤더슨 | 무소속      | 11,155  | 7.04%  | 당선          |      |
| 50   | 1984년    | 3           | 로널드 레이건         | 공화당    | 138,377 | 66.65% | 월터 먼데일          | 민주당    | 62,007  | 29.87% | ?               | ?           | ?       | ?      | ?                | ?           | ?       | ?      | 당선          |      |
| 51   | 1988년    | 3           | 조지 허버트 워커 부시 | 공화당    | 119,251 | 59.59% | 마이클 두카키스      | 민주당    | 72,584  | 36.27% | ?               | ?           | ?       | ?      | ?                | ?           | ?       | ?      | 당선          |      |
| 52   | 1992년    | 3           | 조지 허버트 워커 부시 | 공화당    | 102,000 | 39.46% | 빌 클린턴            | 민주당    | 78,294  | 30.29% | 로스 페로       | 무소속      | 73,481  | 28.43% | ?                | ?           | ?       | ?      | 낙선          |      |
| 53   | 1996년    | 3           | 밥 돌                 | 공화당    | 122,746 | 50.80% | 빌 클린턴            | 민주당    | 80,380  | 33.27% | 로스 페로       | 무소속      | 26,333  | 10.90% | 랠프 네이더      | 미국 녹색당 | 7,597   | 3.14%  | 낙선          |      |
| 54   | 2000년    | 3           | 조지 워커 부시        | 공화당    | 167,398 | 58.62% | 앨 고어              | 민주당    | 79,004  | 27.67% | 랠프 네이더     | 미국 녹색당 | 28,747  | 10.07% | ?                | ?           | ?       | ?      | 당선          |      |
| 55   | 2004년    | 3           | 조지 워커 부시        | 공화당    | 190,889 | 61.07% | 존 케리              | 민주당    | 111,025 | 35.52% | ?               | ?           | ?       | ?      | ?                | ?           | ?       | ?      | 당선          |      |
| 56   | 2008년    | 3           | 존 매케인             | 공화당    | 193,841 | 59.42% | 버락 오바마          | 민주당    | 123,594 | 37.89% | ?               | ?           | ?       | ?      | ?                | ?           | ?       | ?      | 낙선          |      |
| 57   | 2012년    | 3           | 밋 롬니               | 공화당    | 164,676 | 54.80% | 버락 오바마          | 민주당    | 122,640 | 40.81% | ?               | ?           | ?       | ?      | ?                | ?           | ?       | ?      | 낙선          |      |
| 58   | 2016년    | 3           | 도널드 트럼프         | 공화당    | 163,387 | 51.28% | 힐러리 클린턴        | 민주당    | 116,454 | 36.55% | 게리 존슨       | 자유당      | 18,725  | 5.88%  | 질 스타인        | 미국 녹색당 | 5,735   | 1.80%  | 당선          |      |
| 59   | 2020년    | 3           | 도널드 트럼프         | 공화당    | 189,951 | 52.83% | 조 바이든            | 민주당    | 153,778 | 42.77% | ?               | ?           | ?       | ?      | ?                | ?           | ?       | ?      | 낙선          |      |
| 60   | 2024년    | 3           | 도널드 트럼프         | 공화당    | 184,458 | 54.54% | 카멀라 해리스        | 민주당    | 140,026 | 41.41% | ?               | ?           | ?       | ?      | ?                | ?           | ?       | ?      | 당선          |      |

## 군별 데이터

1960년
1964년
1968년
1972년
1976년
1980년
1984년
1988년
1992년
1996년
2000년
2004년
2008년
2012년
2016년
2020년
2024년

## 같이 보기
- 미국 대통령 선거
- 미국 대통령 선거 알래스카주
  - 1960년 미국 대통령 선거 알래스카주
  - 1964년 미국 대통령 선거 알래스카주
  - 1968년 미국 대통령 선거 알래스카주
  - 1972년 미국 대통령 선거 알래스카주
  - 1976년 미국 대통령 선거 알래스카주
  - 1980년 미국 대통령 선거 알래스카주
  - 1984년 미국 대통령 선거 알래스카주
  - 1988년 미국 대통령 선거 알래스카주
  - 1992년 미국 대통령 선거 알래스카주
  - 1996년 미국 대통령 선거 알래스카주
  - 2000년 미국 대통령 선거 알래스카주
  - 2004년 미국 대통령 선거 알래스카주
  - 2008년 미국 대통령 선거 알래스카주
  - 2012년 미국 대통령 선거 알래스카주
  - 2016년 미국 대통령 선거 알래스카주
  - 2020년 미국 대통령 선거 알래스카주
  - 2024년 미국 대통령 선거 알래스카주